# Basketball-Ozeanienmeisterschaft 1983
Die Basketball-Ozeanienmeisterschaft 1983, die sechste Basketball-Ozeanienmeisterschaft, fand zwischen dem 30. August und 3. September 1983 in Whangārei, Neuseeland statt, das zum vierten Mal die Meisterschaft ausrichtete. Gewinner war die Nationalmannschaft Australiens, die zum sechsten Mal den Titel erringen konnte. In der Serie konnte Neuseeland mit 2:0 Siegen geschlagen werden. Da die Serie nach dem zweiten Spiel entschieden war, wurde auf ein Spiel drei verzichtet.

## Teilnehmende Mannschaften
Australien

 Neuseeland

## Modus
Gespielt wurde in Form einer Best-of-Three Serie. Die Mannschaft, die zuerst zwei Siege erringen konnte, wurde Basketball-Ozeanienmeister 1983.

## Ergebnisse
| 30. August 1983 |                                        | Australien | 89 – 52 | Neuseeland |  |
| 30. August 1983 | Punkte pro Halbzeit: 37 : 22, 52 : 30. |            |         |            |  |
| 30. August 1983 |                                        |            |         |            |  |
| 30. August 1983 |                                        |            |         |            |  |

| 3. September 1983 |                                        | Australien | 87 – 75 | Neuseeland |  |
| 3. September 1983 | Punkte pro Halbzeit: 48 : 36, 39 : 40. |            |         |            |  |
| 3. September 1983 |                                        |            |         |            |  |
| 3. September 1983 |                                        |            |         |            |  |

| Australien            |
| Meister Australien    |
| Sechste Meisterschaft |

## Abschlussplatzierung
| Rang | Mannschaft |
| ---- | ---------- |
| 1    | Australien |
| 2    | Neuseeland |

Australien qualifizierte sich durch den 3:0-Erfolg für die Olympischen Sommerspiele 1984 in Los Angeles, Vereinigte Staaten von Amerika.